# Pantaleón Boné
Pantaleón Boné (Candasnos, Huesca - Alicante, 8 de março de 1844) foi um militar espanhol do século XVII. Foi coronel de cavalaria e comandante dos carabineiros.

## Carreira
Lutou com o lado carlista durante a Primeira Guerra Carlista, mas em 1837 juntou-se ao lado liberal e juntou-se às tropas do general Marcelino de Oraá lutando contra seus ex-companheiros em Aragão, pelo qual foi posteriormente condecorado. Em 1841 foi nomeado comandante dos carabinieri da província de Granada. Em 1843 participou ativamente na proclamação que pôs fim à regência de Baldomero Espartero e foi nomeado governador militar de Daroca.
No entanto, em janeiro de 1844, ele participou da revolta de Alicante em defesa dos 89 princípios democráticos e da autonomia municipal, ameaçado pelo novo governo de Luis González Bravo. Depois de ganhar alguns meses no castelo de Santa Bàrbara, foi derrotado e fuzilado junto com 23 de seus soldados.